# Orchestina zhengi
Espèce
Orchestina zhengi est une espèce d'araignées aranéomorphes de la famille des Oonopidae.

## Distribution
Cette espèce est endémique de Hainan en Chine,.

## Publication originale
- Tong & Li, 2011 : Six new Orchestina species from Hainan Island, China (Araneae, Oonopidae). Zootaxa, no 3061, p. 36-52.